# دیستورشن

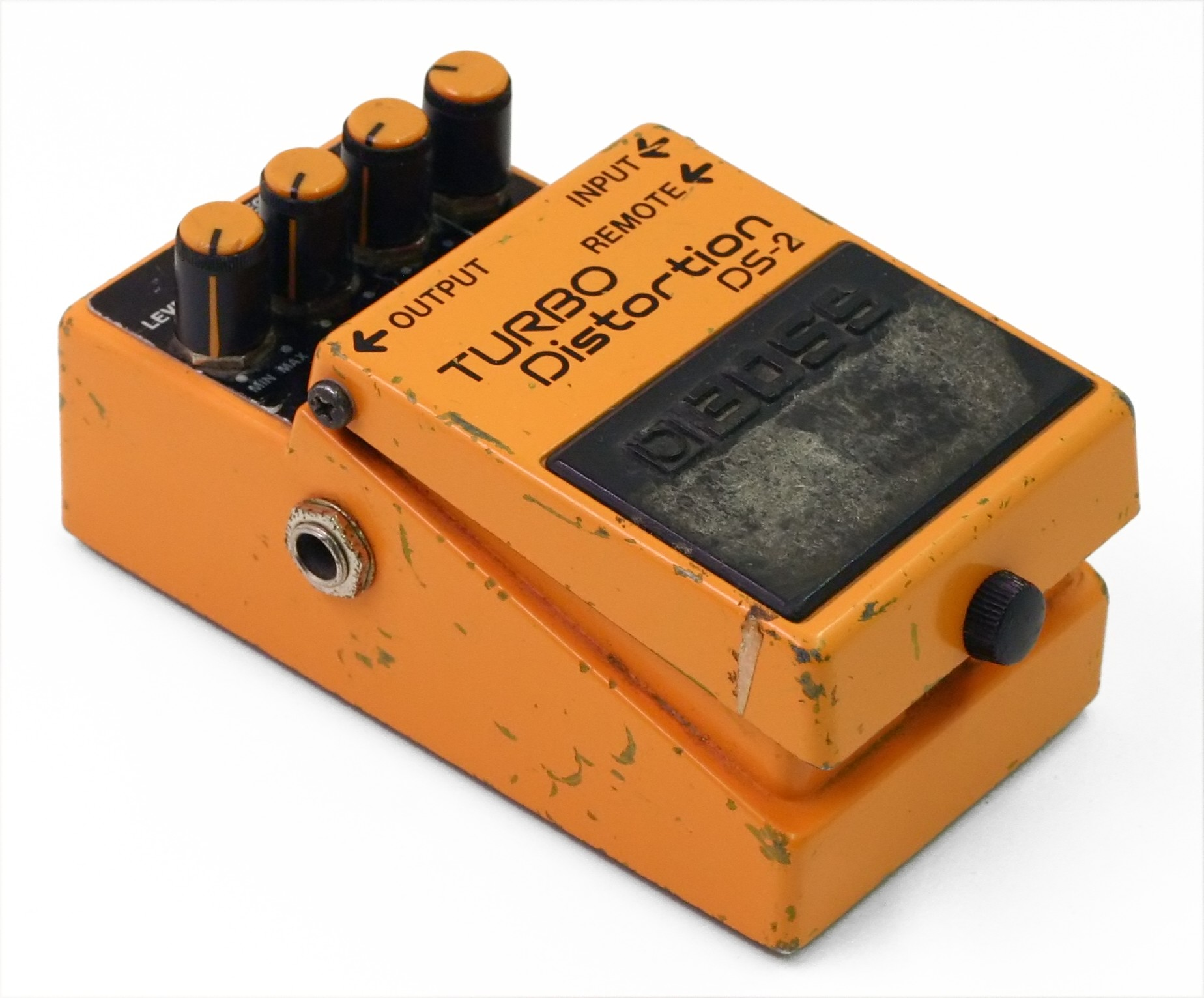
یک پدال افکت با نام «توربو دیستورشن» دست دوم محصول شرکت باس

دیستورشن (به انگلیسی: Distortion) که با نام‌های اوردرایو (به انگلیسی: Overdrive) و فاز نیز شهرت دارد، در گیتارنوازی به معنای تغییر شکل عمدی سیگنال صوتی گیتار برای ایجاد صدایی خشن‌تر، سنگین‌تر و پرقدرت‌تر است. این افکت با افزایش گِین (Gain) یا شدت سیگنال صوتی به دست می‌آید که باعث می‌شود سیگنال از محدودهٔ دینامیکی تقویت‌کننده یا بلندگو فراتر رفته و در نتیجه، صدایی فشرده، اشباع‌شده و «کثیف» تولید شود.
دیستورشن یکی از پرکاربردترین افکت‌ها در سبک‌های مختلف موسیقی راک، متال و پانک است و به گیتاریست‌ها امکان می‌دهد تا صداهای متنوعی از ملایم تا بسیار خشن و سنگین ایجاد کنند. این افکت با استفاده از پدال‌های دیستورشن، آمپلی‌فایرهای گیتار یا نرم‌افزارهای شبیه‌ساز دیستورشن قابل دستیابی است.

## وسیله
دیستورشن در معنی ابزاری خود، وسیله‌ای است برای ایجاد افکت صوتی برای گیتار الکتریک و گیتار باس الکتریک و دیگر سازهایی که به آمپلی فایر متصل می‌شوند همانند کیبورد یا سینث‌سایزر و حتی گاهی برای استفاده در اجراهایی با ساز دهنی یا خوانندگی هم استفاده شده است. یک افکت صدای دیستورشن در واقع وسیله‌ای الکترونیکی است که سیگنال‌های ورودی از سازها را تکه‌تکه یا فشرده می‌سازد، این افکت با تقویت سیگنال‌ها و افزودن هارمونی‌های جدید و صداهای فرعی، از سیگنال‌های ورودی صداهای قوی تری را تولید می‌کند. اغلب گونه‌های دیستورشن به نت‌های اصلی ایجاد شده از یک ساز، حجمی درشت‌تر می‌دهند. دیستورشن‌ها در سبک‌های زیاد از موسیقی بکار می‌روند، از اوردرایوهای لطیفی که در بلوز سنتی بکار می‌رفت تا دیستورشن‌هایی خشن‌تری که در سبک‌های هاردکور پانک، گرانج و هوی متال بکار می‌رود.
دیستورشن را به گونه‌های مختلفی می‌توان ساخت، مانند استفاده از پری-اَمپ، پاور آمپلی‌فایر، پدال افکت، بلندگوها یا آمپلی‌فایرهای دیجتال امروزی یا مولتی‌افکت‌ها یا حتی نرم‌افزارهای دیجیتالی. بعضی از نوازندگان حرفه‌ای با ترکیبی از مواردی که نام‌برده شد، برای خود دیستورشن ویژه‌ای را می‌سازند.

## پیشینه
در اوایل دورانی که گیتارها را به آمپلی‌فایر متصل می‌کردند، آمپلی‌فایرها بسیار ساده و ابتدایی بودند، دیستورشن اصولاً جزوه ذات صدای آنان بود. اغلب آمپلی‌فایرهای آن زمان چند منظوره بودند و طوری طراحی شده بودند که چندین ساز به آن‌ها متصل می‌شد و چندین خروجی را به همراه داشتند. پیک‌آپهای گیتارها نیز ضعیف و بی‌کیفیت بودند. گیتارها معمولاً بدنه چوبی تو خالی داشتند، که با سیگنال‌های مرتعش شده از آمپلی‌فایرها به راحتی مرتعش می‌شدند (قانون رزونانس) و از این رو در هنگام اجرا اغلب صداهای ناخواسته‌ای تولید می‌شد. اگرچه که گیتارهای الکتریک توسط هنرمندانی چون لس پال و چارلی کریستین محبوب شده بودند اما موفقیت واقعه‌ای پس از دههٔ ۵۰ میلادی بود. در این دوره بود که گیتار الکتریک‌هایی با بدنه توپر عرضه شدند که دیگر با سیگنال‌های مرتعش شده از آمپلی‌فایرها مرتعش نمی‌شدند و همچنین قابلیت اجرا با صداهای بلندتری را نسبت به مدل‌های پیشین خود داشتند.
ایده استفاده از دیستورشن در آمپلی‌فایرها توسط سازندگان اولین آمپلی‌فایرها مطرح نشده بود و اغلب دیستورشن‌های آن زمان کاملاً تصادفی و ناشی از صدمات وارده به آمپلی‌فایر بودند با این حال بعضی از نوازندگان و تهیه‌کنندگان آن را دوست داشتند و از آن در ضبط آثارشان استفاده می‌کردند. در هنگام ضبط ترانه «راکت ۸۸»، یکی از اولین ترانه‌های سبک راک ان رول، ایک ترنر و ویل کیزارت از آمپلی‌فایر آسیب دیده‌ای استفاده کردند که صدای دیستورشن داری را تولید می‌کرد. ویلی جانسون، نوازنده هاولین ولفز نیز مشهور است که به‌طور هدفمندی از دیستورشن در آثارش استفاده می‌کرده است.
چاک بری اولین هنرمندی است که اوردرایو را در آثارش به کاربرده است و او را آغازکننده این دوران می‌دانند. او از آمپلی‌فایرهایی استفاده می‌کرد که دهانه خروجی کوچکی داشتند و این کوچکی خروجی صدا، به صوت خروجی از گیتار چاک، صدای اوردرایو می‌داد. این را می‌توان به وضوح در اولین اثر مشهورش به نام «میبلین» مشاهده کرد. بعدها او از آمپلی‌فایرهای بزرگتری استفاده کرد که در نتیجه افکت اوردرایو از صدای گیتار او حذف شد. اولین استفاده‌های هدفمند از دیستورشن به علت خرابی و آسیب آمپلی‌فایرها یا بلندگوها بوده است، نوازندگان گیتار ممکن بوده است که از یک مداد، تیغ اصلاح یا یک پیچ‌گوشتی برای پر کردن سوراخ بلندگو استفاده کرده باشند و در نتیجه این کار صدای دیستورشن دار را در ضبط آثارشان بکار گرفتند.
لئو فندر سازنده شرکت تولیدی گیتار و آمپلی‌فایر فندر، با مشاهده این اتفاقات تصمیم گرفت تا گونه جدیدی از آمپلی‌فایرهای خود را با توانایی ارائه اوردرایو محدودی بدون دیستورت واقعی سیگنال‌ها، به بازار عرضه کند. مدل‌های ابتدایی آمپلی‌فایرهای فندر با نام‌های «توید» و «بلک‌فیس» نمونه‌های خوبی از صدای کلین گیتار هستند. بسیاری از آمپلی‌فایرهایی که بعداً طراحی شدند از همین مدل‌ها الهام گرفته‌اند. اما انقلاب آمپلی‌فایرهای دیستورشن دار را جیم مارشال از شرکت مارشال آمپلی‌فایر طراح کرد، زمانی که او از یک مدل آمپلی‌فایر فندر الهام گرفت و در انگلستان آمپلی‌فایری را عرضه کرد که توانایی ایجاد افکت اوردرایو را بر روی سیگنال‌ها داشت. خیلی زود این مدل تبدیل به آمپلی‌فایر محبوب شد و در موسیقی‌های محلی بکار گرفته شد و این موضوع آغازی بود برای پیدایش «صدای مارشال» که ضخامت و قدرت نهفته در اصوات درون آن را می‌توان در آثار هارد راک آن زمان مشاهده کرد. در دوره‌های بعدی افکت دیستورشن و فاز را با استفاده از دستگاه‌های الکترونیکی مخصوص بدست می‌آورند. جیمی هندریکس یکی از اولین نوازندگان گیتاری بود که از همین دستگاه‌ها استفاده نمود، اغلب این گونه دستگاه‌ها توسط راجر مایرز طراحی یا اصلاح شده است.